# Kloster Gauenstein

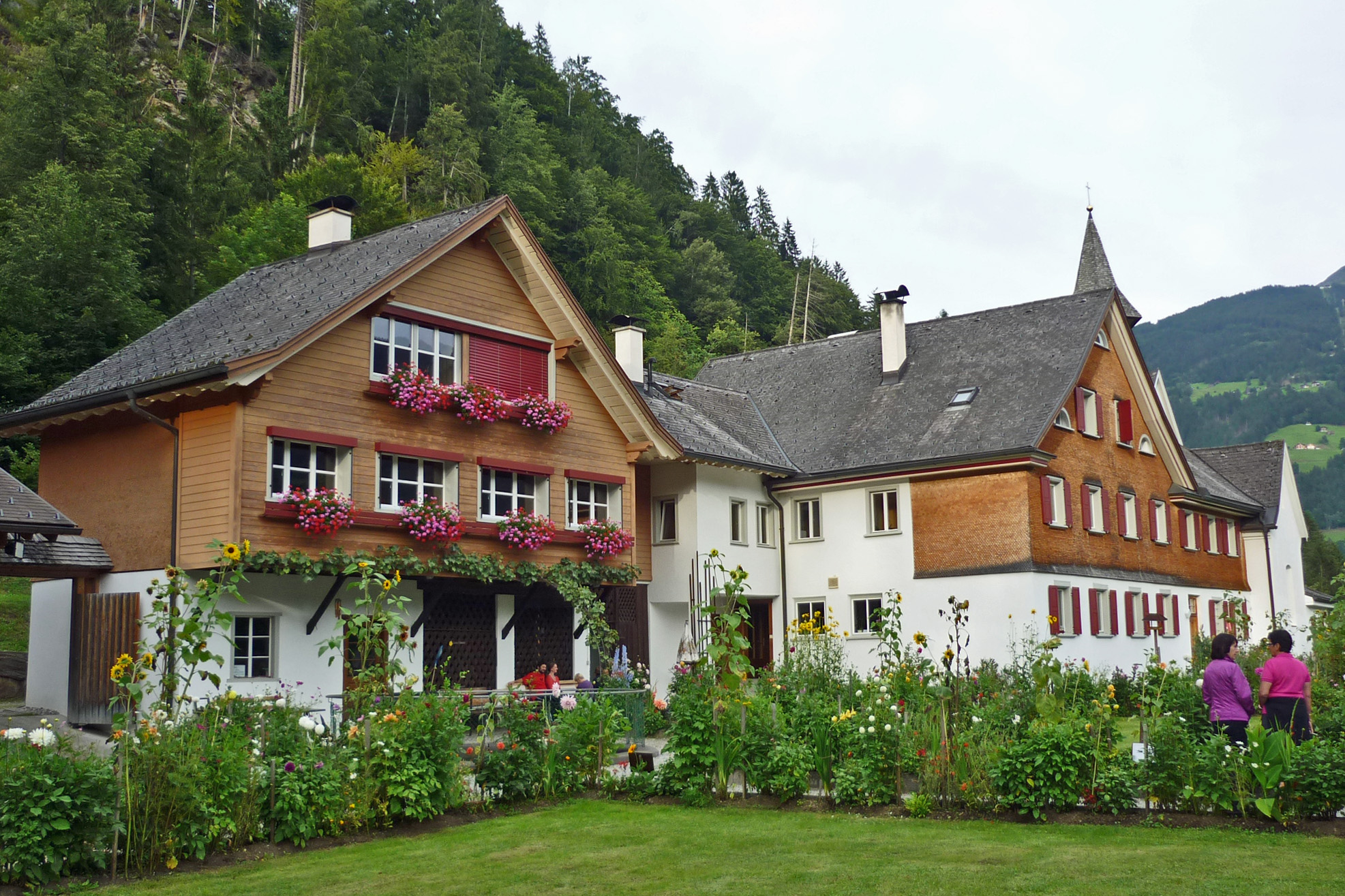
Kloster Gauenstein (2014)

Das Kloster Gauenstein steht auf dem hohen Felsen Gauenstein in der Marktgemeinde Schruns im Bezirk Bludenz in Vorarlberg. Die ehemalige Einsiedelei diente von 1844 bis 2021 als Kapuzinerkloster, welches 2022 von den Schwestern der Hl. Klara übernommen wurde. Das Kloster, die Klosterkirche und der Garten stehen unter Denkmalschutz (Listeneintrag). 

## Lage
Gauenstein ist eine Anhöhe über einem steilen Felsen im Gaueserwald bei Schruns.

## Geschichte
Auf der Anhöhe war seit Beginn des 18. Jahrhunderts eine Einsiedelei bekannt, die 

„unter Kaiser Josef II. (1780–1790) gewaltsam aufgehoben wurde [... und] sich am Anfang des 19. Jahrhunderts zu einem kleinen Kapuzinerkloster mit Namen: Gauenstein (entwickelte). Dieses kleine Kloster Gauenstein entfaltete sich zu einem der schönsten Klöster der Tiroler Kapuzinerordensprovinz. Am 10. September 1844 zogen die ersten Kapuziner in dieses Kloster ein.“

Das Kloster bildete mit dem Kapuzinerkloster Feldkirch die Kapuzinergemeinschaft Feldkirch/Gauenstein, ein Kapuziner lebte dauerhaft in Gauenstein.
Mit der Verabschiedung von Bruder Engelbert verließen die Kapuziner nach beinahe 180 Jahren das Kloster, das nach dem Stiftungsbrief von 1843 an die Frühmesspfründe von Schruns zurückfiel. Die symbolische Schlüsselübergabe fand am Gründonnerstag 2021 statt, im Herbst wurde Bruder Engelbert verabschiedet und die Schwestern der Heiligen Klara kehrten nach Schruns zurück.

## Kirche Schmerzhafte Muttergottes

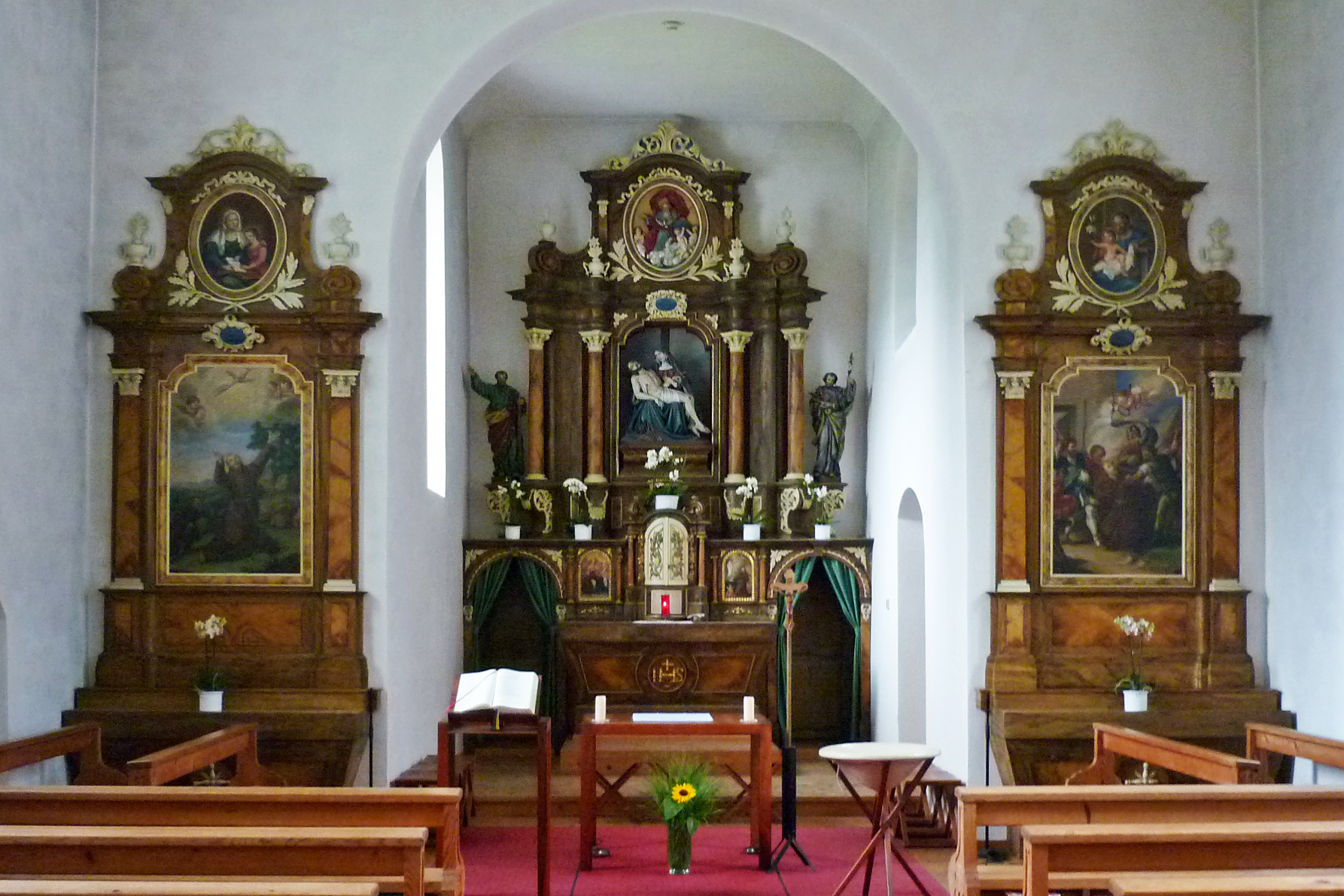
Altäre in der Kapelle

Im Jahre 1709 wurde eine Kapelle erbaut und 1721 geweiht und im Jahre 1847 neu errichtet. „Am 14. Juli 1851 erfolgte die Weihe der Klosterkirche durch den Weihbischof Georg Prünster aus Feldkirch.“
Der Rechteckbau mit Satteldach hat einen niedrigen Mönchschor mit einem Glockenturm darüber. Die Nordfassade hat ein Rundbogenportal unter einem Vorzeichen. Der Saalraum hat eine Flachdecke. Der Mönchschor ist ein quadratischer Raum mit Kreuzgratgewölbe.
Am Hochaltar ist ein Gemälde Schmerzhafte Maria von Johann Paul Scheiber um 1750 mit Figuren Judas Thaddäus und Josef von Franz Albertani aus 1931. Das Oberrelief Gottvater entstand um 1750. Am linken Seitenaltar ist ein Altarbild Stigmatisierung des Franziskus von Josef Anton Bertle aus 1849. Die Kreuzwegstationen sind von Josef Anton Bertle aus 1849 und wurden von Jakob Bertle im Jahre 1899 restauriert. Im Mönchschor ist eine Pieta von Albert Winkler.

## Erweiterung der Klosterbauten
Bei der Kirche wurde in den Jahren 1853 bis 1854 ein weiterer Klosterbau errichtet und 1919 erweitert. „Im Jahre 1929 erstellte man einen Erweiterungsbau, der seine Funktion als Gästehaus für die Zukunft erfüllen sollte.“ Ummauerter Klostergarten mit Maschinenhaus und Stütze einer ehemaligen Materialseilbahn zum Talgrund.